# Antico Caffè Greco

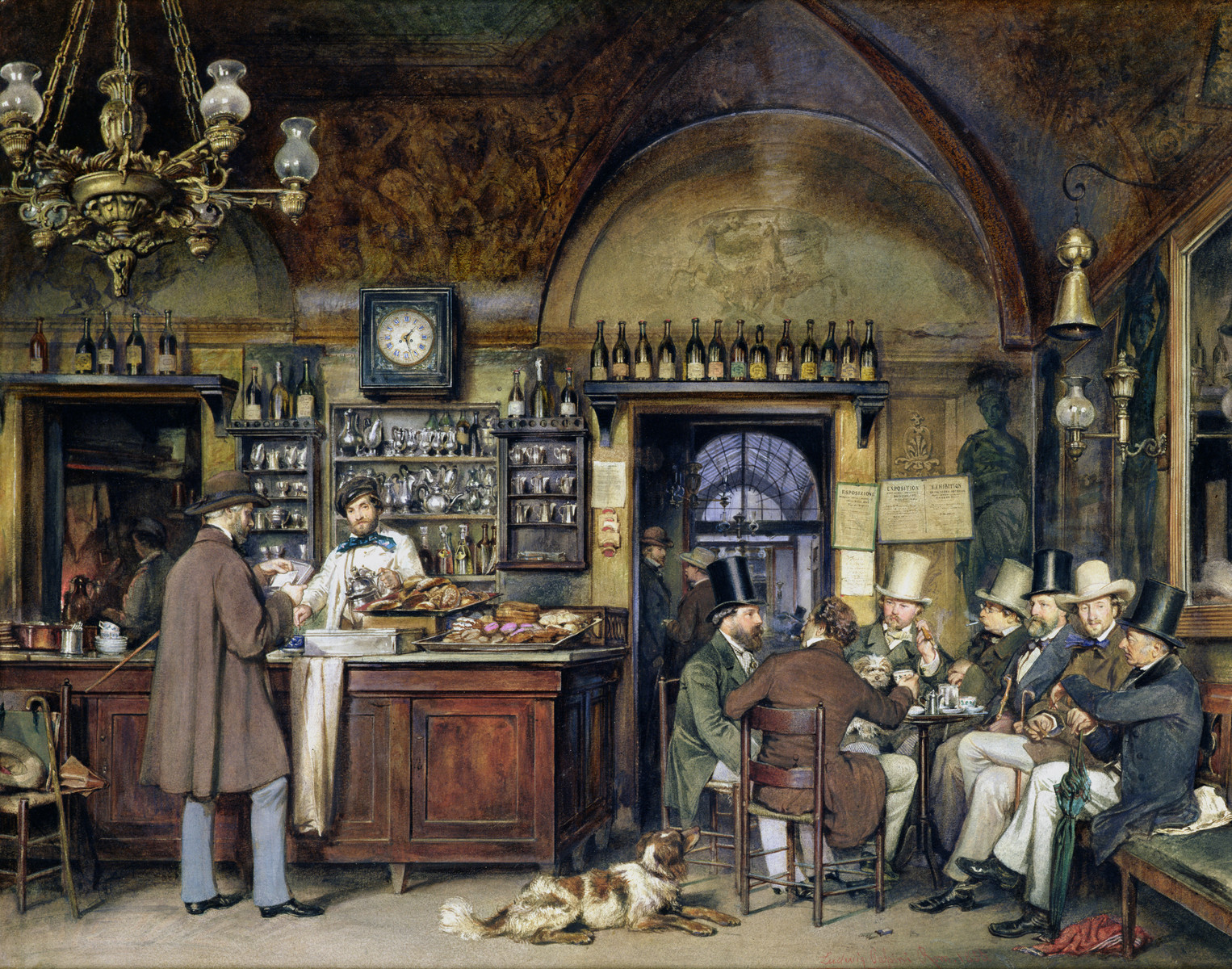
Kunstenaars in het Cafe Greco in Rome, Ludwig Passini

Het Antico Caffè Greco (ook wel Caffè Greco genoemd) is één van de beroemdste en oudste koffiehuizen van Rome. Het is gelegen in de via Condotti, in het historische centrum van de stad. 

## Geschiedenis
Caffè Greco werd rond 1760 geopend door een Griek (vandaar de naam) genaamd Nicola della Maddalena. Het is een plaats met een rijke geschiedenis, verdeeld in een reeks kleine kamers met karmozijnrode muren bedekt met schilderijen, bemeubeld met marmeren tafeltjes en fluwelen fauteuils. In 1780 beschreef Wilhelm Heinse het in zijn Tagebuch einer Reise nach Italien als de favoriete plaats voor Duitsers die Rome bezochten.
Salvioni, de eigenaar tijdens het continentaal stelsel, vond het kleine koffiekopje uit, omdat koffie zeldzaam en duur was geworden: na 1815 bleef hij zijn koffie op deze manier verkopen.
Het huidige uiterlijk dateert van 1869. In 1953 werd het koffiehuis tot monument van historisch belang verklaard.
Tijdens de coronapandemie plaatste het café tafels op het terras. Dit lokte een controverse uit met de modewinkels in de straat.

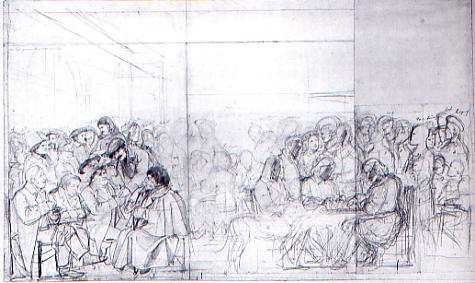
Carl Philipp Fohr, (1795-1818): De kunstenaars in het Antico Caffè Greco 1818, tweede opzet van het schilderij dat niet meer werd uitgevoerd - links de landschapsschilders, in het midden Joseph Anton Koch, om hem heen Ernst Zacharias Platner, Konrad Eberhard, Johann Martin von Rohden, Carl Barth, Friedrich Rückert en Kaspar Waldmann, rechts de Nazareeërs, in het midden Johann Friedrich Overbeck, om hem heen Theodor Rehbenitz, Philipp Veit, Peter Cornelius en Fohr's hond Grimsel.
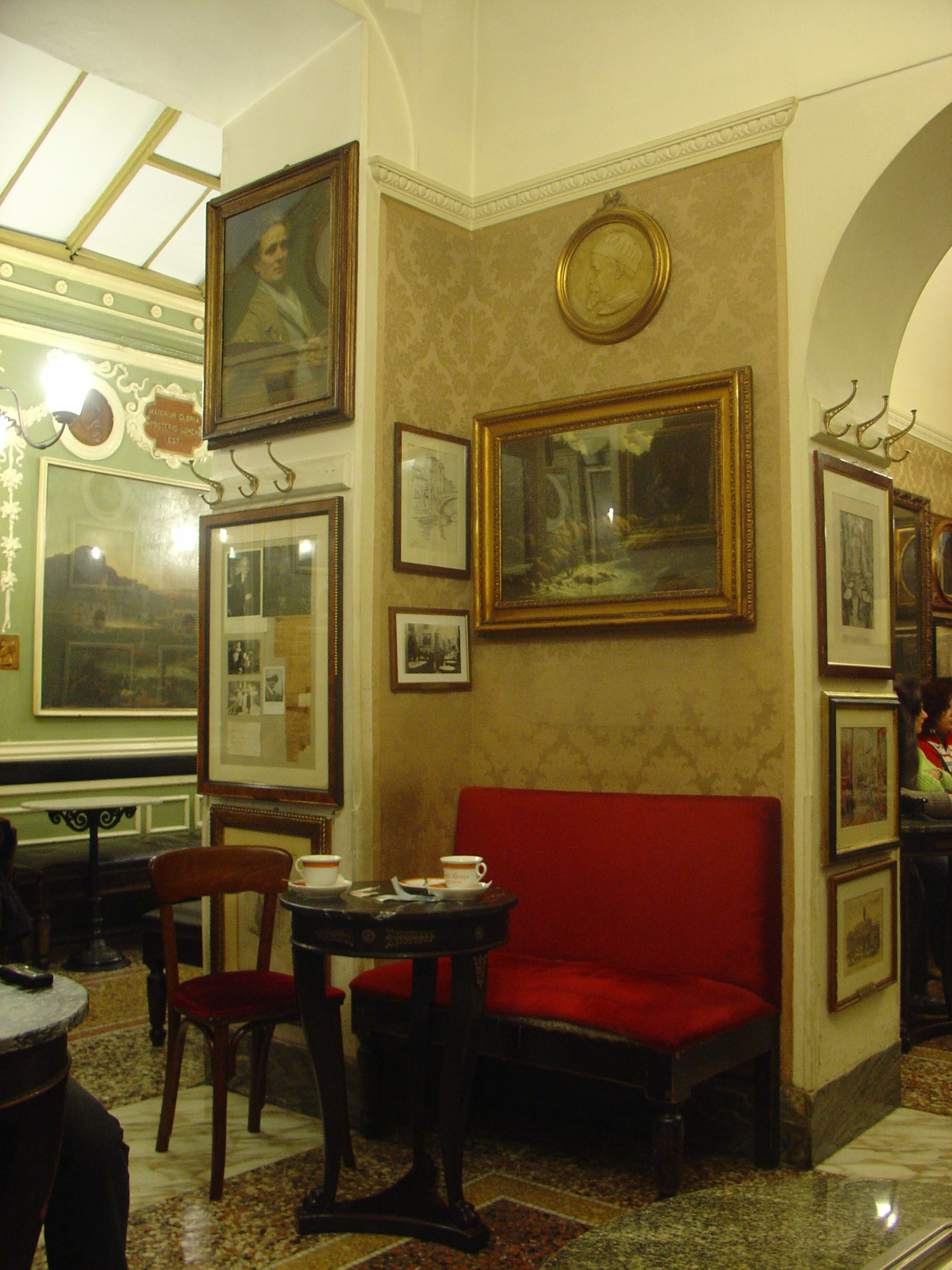
2008
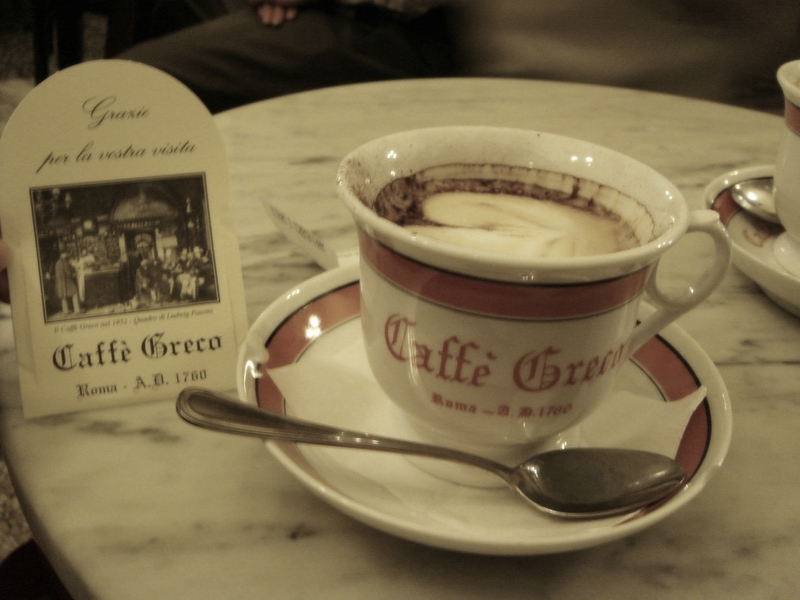
Een espresso, 2008